# Oiaso
Oiaso (en llatí: Oeaso, en grec antic: Οἰασών) va ser una antiga ciutat dels vascons, que és l'actual Oiartzun. Com que es diu que aquesta era una ciutat vascona, la notícia de Pomponi Mela que els vàrduls arribaven fins als Pirineus seria errònia.
Oiaso era punt final de la via que des de Tàrraco (Tarragona) arribava a la mar Cantàbrica, passant per Pamplona. En parlen Estrabó, Plini el Vell i Claudi Ptolemeu.
Oiaso estava situada a la dreta del riu anomenat actualment Oiartzun, en un terreny muntanyós de valls i petits plans, al peu de la Forest Urcabe. A la zona, s'hi trobaven algunes mines de ferro, que eren probablement explotades pels publicans romans.